# 지요다 (방호순양함)
지요다(千代田)는 1891년 1월 1일 취역한 일본 제국 해군의 방호순양함으로 동형의 순양함은 존재하지 않았다. 청일 전쟁, 러일 전쟁, 제1차 세계 대전까지 운용되었다. 특히 러일 전쟁 중 제물포 해전에서도 활약한 순양함이었다.

## 개요
지요다는 메이지 정부의 주문으로 프랑스에서 준공된 ‘방호순양함 우네비’(畝傍)가 일본에 회항 중에 남중국해에서 행방불명이 되자, 보험금을 재원으로 대체된 함으로 일본 제국 해군의 요구 사양을 기반으로 루이 에밀 베르탕이 설계하고, 영국 톰슨 사의 글래스고 조선소에서 건조되었다.

## 형태
지요다는 현은 뱃전에 장갑을 가지고 있기 때문 ‘일본 최초의 장갑 순양함’으로 취급되기도 하지만 그 장갑 범위는 수선부에 띠 모양의 좁은 대용품으로 영국 해군의 ‘넬슨급’과 같이 벨트형 장갑순양함으로 띠갑 순양함의 계보이다. 또 이 무렵부터 대포를 크루프 포에서 암스트롱 계열로 전환하기 시작했던 획기적인 순양함이었다.
함 구조를 앞에서 서술하면 물밑에 충각의 붙어 있고, 수선부에 35.6cm 수중 어뢰발사관 1문이 달린 함수가 있으며, 함수 갑판 위에 주포 12cm 속사포는 방순이 달린 단장 포가에 1기, 정상부에 감시소를 가지 단각식 정면 돛대가 서 있었다. 그 뒤로 양쪽 겨드랑이에 선교를 가진 조타 함교가 배치되어 있고 선체 중앙부에 1개 굴뚝이 서 있다. 그 주위에는 연통형 통풍탑과 빈 곳에는 함재 보트 보관소가 있으며, 함재 보트는 2개를 한 조로 하는 보트로, 닷 기둥이 편현 4조로 총 8조를 운용할 수 있었다.

## 갤러리

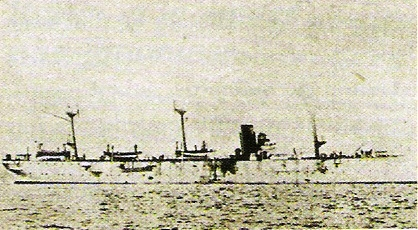
1880년경
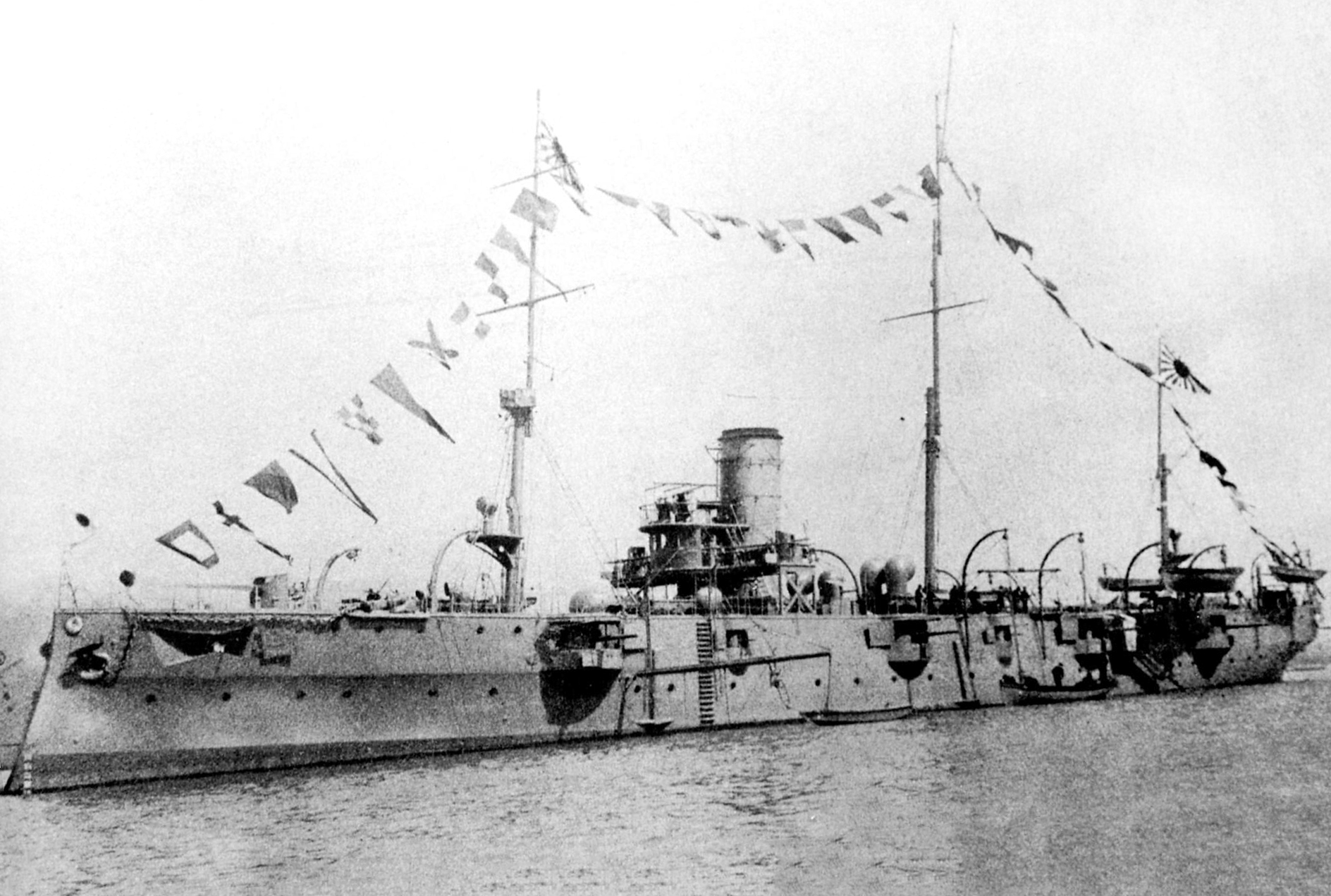
러일 전쟁 이후, 만국기를 게양한 일본 함선, 1905–1907

## 참고자료
- Chesneau, Roger (1979). 《Conway's All the World's Fighting Ships, 1860–1905.》. Conway Maritime Press. ISBN 0-85177-133-5.
- Davidson, J. W., The Island of Formosa, Past and Present (London, 1903)
- Evans, David C.; Peattie, Mark R. (1997). 《Kaigun: Strategy, Tactics, and Technology in the Imperial Japanese Navy, 1887-1941》. Annapolis, MD: Naval Institute Press. ISBN 0-87021-192-7.
- Gardiner, Robert, 편집. (2001). 《Steam, Steel and Shellfire, The Steam Warship 1815-1905》. ISBN 0-7858-1413-2.
- Howarth, Stephen (1983). 《The Fighting Ships of the Rising Sun: The Drama of the Imperial Japanese Navy, 1895-1945》. Atheneum. ISBN 0-689-11402-8.
- Jentsura, Hansgeorg (1976). 《Warships of the Imperial Japanese Navy, 1869-1945》. Annapolis, MD: Naval Institute Press. ISBN 0-87021-893-X.
- Milanovich, Kathrin (2006).  Jordan, John, 편집. 《Chiyoda (II): First "Armoured Cruiser" of the Imperial Japanese Navy》. Warship 2006. 런던: Conway's. 126–36쪽. ISBN 1-84486-030-2.
- Roberts, John (ed). (1983). 《'Warships of the world from 1860 to 1905 - Volume 2: United States, Japan and Russia》. Bernard & Graefe Verlag, Koblenz. ISBN 3-7637-5403-2.
- Roksund, Arne (2007). 《The Jeune École: The Strategy of the Weak》. Leiden: Brill. ISBN 978-90-04-15723-1.
- Schencking, J. Charles (2005). 《Making Waves: Politics, Propaganda, And The Emergence Of The Imperial Japanese Navy, 1868-1922》. 스탠퍼드 대학교 Press. ISBN 0-8047-4977-9.